# Kovács József (labdarúgó, 1966)
Kovács József (Veszprém, 1966. július 31. –) válogatott labdarúgó, csatár.

## Pályafutása

### Klubcsapatban
A katonai szolgálata alatt a Honvéd Katona SE játékosa volt.
1995 nyarán a Csont FC-Kisszállás játékosa lett. 1996 nyarán a Matáv SC Sopronhoz igazolt. 1997 tavaszán a Kecskeméti TE szerződtette. 1998-ban a maláj Terenganóban szerepelt.

### A válogatottban
1993 és 1994 között két alkalommal szerepelt a válogatottban.

## Sikerei, díjai
- Magyar bajnokság
  - 4.: 1984–85, 1993–94
- Magyar kupa
  - győztes: 1994
- Magyar szuperkupa
  - győztes: 1993, 1994
- NB II-es gólkirály (1991)

## Statisztika

### Mérkőzései a válogatottban
| Magyarország | Magyarország        | Magyarország                | Magyarország | Magyarország | Magyarország | Magyarország | Magyarország | Magyarország |
| #            | Dátum               | Helyszín                    | Hazai        | Eredmény     | Vendég       | Kiírás       | Gólok        | Esemény      |
| ------------ | ------------------- | --------------------------- | ------------ | ------------ | ------------ | ------------ | ------------ | ------------ |
| 1.           | 1993. szeptember 8. | Budapest, Üllői úti Stadion | Magyarország | 1 – 3        | Oroszország  | vb-selejtező | -            | 65'          |
| 2.           | 1994. május 18.     | Győr, Rába ETO Stadion      | Magyarország | 2 – 2        | Horvátország | barátságos   | -            | 46'          |
|              | Összesen            |                             |              | 2            | mérkőzés     |              | 0            | gól          |